# Wielkie Jezioro (gmina Kartuzy)
Wielkie Jezioro (kaszb. Jezoro Wiôldżé) – śródleśne jezioro wytopiskowe na Pojezierzu Kaszubskim w powiecie kartuskim (województwo pomorskie).
Według urzędowego spisu opracowanego przez Komisję Nazw Miejscowości i Obiektów Fizjograficznych (KNMiOF) nazwa tego jeziora to Wielkie Jezioro. W różnych publikacjach i na mapach topograficznych jezioro to występuje pod nazwą Jezioro Wielkie.
Powierzchnia zwierciadła wody według różnych źródeł wynosi od 7,5 ha do 8,11 ha.
Zwierciadło wody położone jest na wysokości 217,9 m n.p.m. lub 219 m n.p.m.. Głębokość maksymalna jeziora wynosi 4 m.
Jezioro Wielkie jest położone w kompleksie leśnym Lasów Mirachowskich Kaszubskiego Parku Krajobrazowego. Akwen jeziora i otaczające je torfowiska są objęte rezerwatem "Kurze Grzędy", a na samym znajduje się rezerwat przyrody "Jezioro Turzycowe". Nad jeziorem trwają obecnie prace przygotowawcze do restytucji głuszca.